# Letzte Instanz (Band)
Letzte Instanz ist eine deutsche Rockband aus Dresden, die Einflüsse aus diversen Bereichen des Rock und der klassischen Musik miteinander vereint. Stilistisches Merkmal ist die Kombination aus klassischen Rockinstrumenten (E-Bass, Schlagzeug, E-Gitarre) und Streichern (Cello, Geige).

## Geschichte

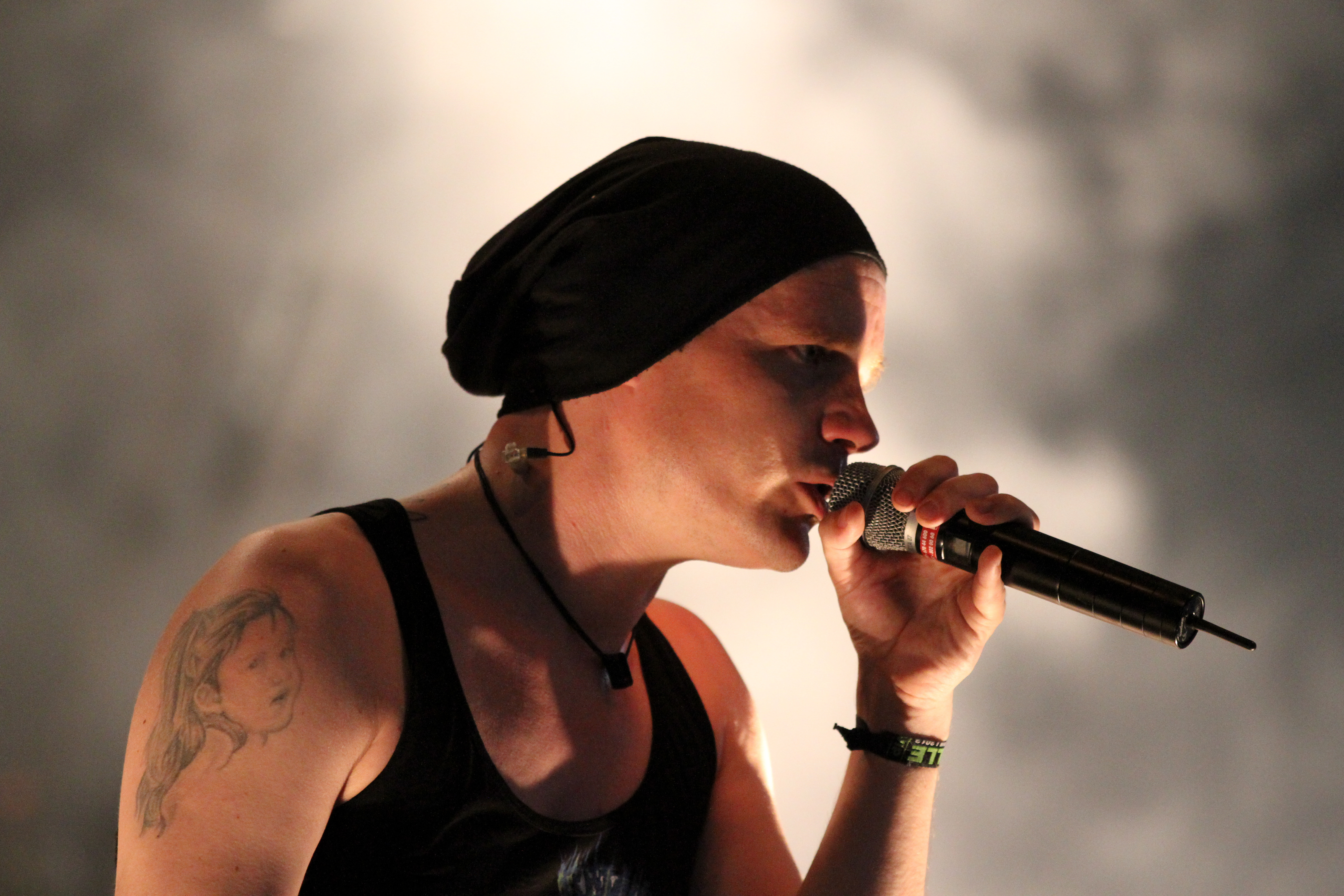
Sänger Holly auf dem Wave-Gotik-Treffen 2013

Letzte Instanz formierte sich 1996 in Dresden. Hervorgegangen aus der Band „Resistance“ gründeten Hörbi, Tin Whistle, Muttis Stolz, Kaspar Wichman, Holly D. und Markus G-Punkt die Gruppe. Ein Jahr später kam noch Benni Cellini zur Band, erst als Gastmusiker, wenig später als festes Bandmitglied.
Mit fünf selbst im Dresdner Ardenne Ton-Studio aufgenommenen Titeln bemühte sich die Band noch unter dem Namen Resistance um einen Plattenvertrag, der 1996 mit dem Label Costbar zustande kam. Auf dem ersten Album sind diese Aufnahmen enthalten. Zeitnah mit dem Zustandekommen des ersten Plattenvertrags erfolgte die Umbenennung in Letzte Instanz, um sich von gleichnamigen Bands abzugrenzen.
Noch bevor die Gruppe die zweite Platte Das Spiel veröffentlichte, verließen Hörbi und Kaspar die Band. Ersatzmänner waren Sebastian Lohse unter dem Pseudonym Robin Sohn am Mikrofon und Rasta F. am Bass. Im Januar 2002 coverte Letzte Instanz das Lied Vision Thing von The Sisters of Mercy, das auf dem Tributealbum Thank You! Sisters of Mercy veröffentlicht wird.
Nach einigen Touren ging die mit M. Stolz, Robin, Benni Cellini, F.X., Holly D., Specki T.D., Tin und Oli, inzwischen auf acht Mitglieder angewachsene Gruppe ihre vierte Platte an. Götter Auf Abruf erschien im September 2003 und schaffte den Sprung in die deutschen Albumcharts. Eine Live-DVD und eine Live-CD wurden für das Frühjahr 2004 angekündigt, erschienen schließlich aber erst Ende September.
Nach der Tour für das neue Album verließen Ende März 2004 überraschend Robin (Gesang), Tin (Gitarre) und FX (Bass) die Band. Etwa zeitgleich halfen die beiden Streicher der Letzten Instanz (M. Stolz und Benni Cellini) der neu gegründeten Band Angelzoom bei vier Liedern für ihr erstes Album Angelzoom und der Singleauskopplung Fairyland. Zudem begleiteten die beiden Angelzoom auch live auf der „Tiefenrausch Tour 2005“.
Im Dezember 2004 trat Michael Ende der Gruppe als Bassist bei und im Februar 2005 war mit Holly Loose auch ein neuer Sänger für die Letzte Instanz gefunden. Anfang Juni 2005 fanden die ersten Auftritte in neuer Besetzung statt. Nach gelungener „Bewährungsprobe“ auf verschiedenen Festivals im Sommer 2005 ging die Instanz Ende September wieder ins Tonstudio, um das für 2006 geplante Album Ins Licht aufzunehmen.
Am 3. Februar 2006 wurde Ins Licht veröffentlicht und eine Woche später folgte der Sprung auf Platz 53 der deutschen Albumcharts. Für den Song „Das Stimmlein“ auf Ins Licht hatte sich die Letzte Instanz Eric Fish (Subway to Sally), Sven Friedrich (Zeraphine) und Thomas Lindner (Schandmaul) als Gastsänger ins Studio geholt.
Am 23. März 2007 erschien das sechste Werk der Band unter dem Titel Wir sind Gold – eine Platte, die Gitarrist Holly D. als „harmonischstes Werk“ beschreibt. Zum einen, weil Sänger Holly endlich voll und ganz zur Letzten Instanz gezählt werden darf, zum anderen, weil die Band dieses Mal so nah am Aufnahmeprozess dran war wie sonst nicht: Die meisten Stücke wurden während der „Ins Licht-Tour“ im Tourbus geschrieben, „wo man dann teilweise auch mal bis 3 Uhr nachts zusammensaß und musizierte“. Die Single Wir sind allein ist eine Coverversion des Inchtabokatables-Songs „You chained me up“.
Im gleichen Jahr veröffentlichte die Gruppe am 14. Dezember ihr rein akustisches Album Das weiße Lied, auf dem neben Neuinterpretationen alter Songs auch vier komplett neue sowie das David-Bowie-Cover „Helden“ enthalten sind.
Im August 2008 wurden sowohl die Live-CD Die Weiße Reise: Live in Dresden, als auch die DVD Weißgold mit der Aufzeichnung des Akustikkonzertes in der Dresdner Lukaskirche und des Auftritts beim Wacken Open Air 2007 veröffentlicht.
Das Album Schuldig erschien am 27. Februar 2009. Die Vorab-Single Flucht ins Glück enthielt neben zwei weiteren Tracks auch das Lied „Der Garten“, das die Band mit der türkischen Sängerin Aylin Aslım aufnahm.

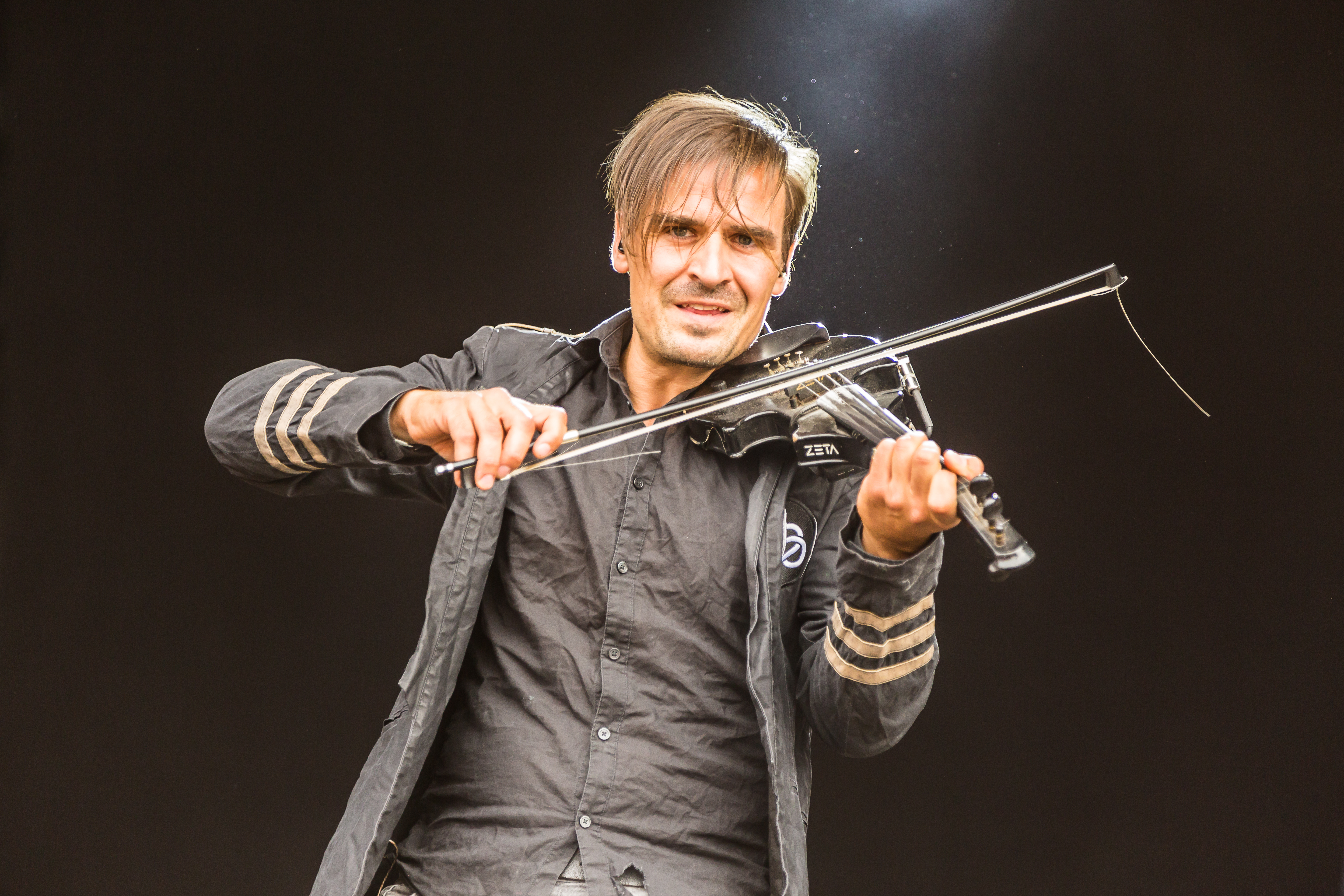
M. Stolz auf dem Rockharz 2018 in Ballenstedt.

Im Mai 2010 gab der Schlagzeuger Specki T.D. nach acht Jahren seinen Abschied bekannt und wechselte zu In Extremo. Ab Juni 2010 saß David Pätsch, ehemaliger Schlagzeuger von Subway to Sally und Mitglied der Blue Man Group am Schlagzeug. Am 1. Oktober 2010 erschien das Album Heilig. Vorab wurde der Song Schau in mein Gesicht als Radiosingle ausgekoppelt.
Die Single Neue Helden wurde im Februar 2011 als offizielle Eishockey-Weltmeisterschafts-Hymne der U18-WM ausgezeichnet. Die Urkundenübergabe erfolgte während des Spiels der Eispiraten Crimmitschau gegen die Dresdner Eislöwen.
Mit ihrem insgesamt zehnten Studioalbum Ewig schafften es Letzte Instanz im Jahr 2012 auf Platz 11 der deutschen Albumcharts, nachdem zuvor der Song Von Anfang an mit Video veröffentlicht wurde und unter anderem auf Amazon kostenlos als Single zum Download stand. Im Dezember folgte ein Musikvideo zum Song Blind in Zusammenarbeit mit Eisblume-Sängerin Ria, welches in Berlin und Leipzig während der Tour zum Album entstand.
Im März 2014 trennte sich Holly D. von der Band. Außerdem verließ David Pätsch die Band im April 2015. In der Hexennacht 2015 trat die Band zur Überraschung der Gäste mit dem neuen Schlagzeuger Andy Horst auf. Im Dezember 2014 coverte die Band, den Silly Song, Hurensöhne anlässlich des Geburtstages von Tamara Danz. Der Erlös aus der Single ging an den Verein Brustkrebs Deutschland e. V. Im Herbst 2015 begleiteten Ally Storch, Silke Meyer („Frau Schmitt“, Subway to Sally) und Lisa Morgenstern die Brachial*Leise Akustik Kirchentour.
Im Mai 2016 gab die Band bekannt, sich einvernehmlich von Gitarrist Oliver Schmidt getrennt zu haben, da man im „Produktionsprozess zum neuen Album erkennen musste[n], dass die musikalischen Vorstellungen immer weiter auseinander gehen“. Als neuer Gitarrist trat Bernie Geef der Band bei.
Im August 2016 veröffentlichte die Band ihr bislang erfolgreichstes Album Liebe im Krieg. Es erreichte in den Charts Platz 4. Das Lied „Wir sind eins“ wählte RB Leipzig als Titelsong der Aufstiegsfeier 2016 in die Erste Bundesliga.

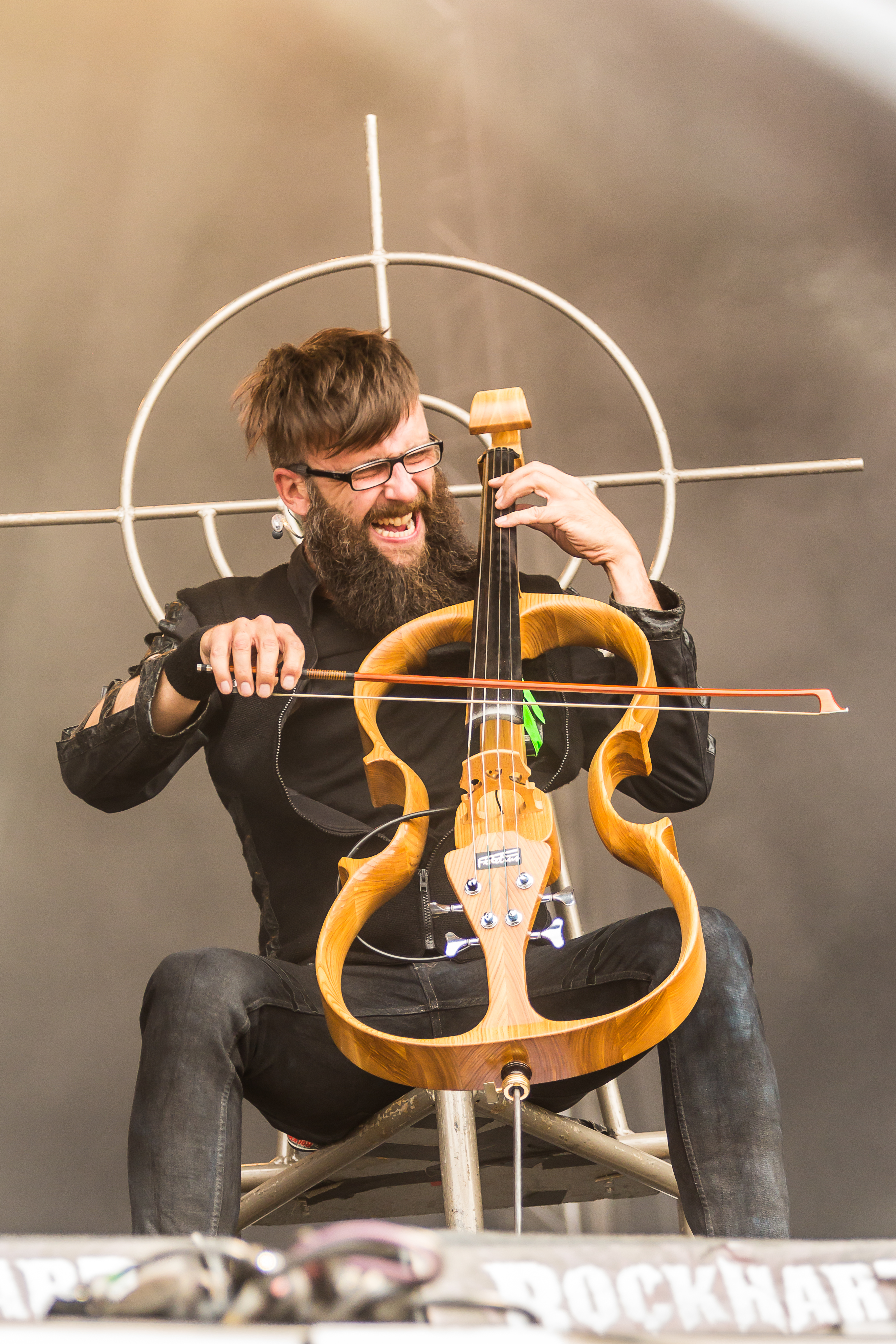
Benni Cellini auf dem Rockharz Open Air 2018 in Ballenstedt.

Im April 2022 verkündete Michael Ende, dass er die Band als Bassist verlässt. An seiner Stelle trat Bora Öksüz im Juni 2022 offiziell die Nachfolge als Bassist an.
Am 22. November 2024 kündigte die Band ihre Auflösung an, die nach einem letzten Konzertjahr mit einem Abschiedskonzert in Hannover ein Jahr später vollzogen werden soll. Unter dem Namen XXVII erschien zuvor am 13. Dezember 2024 die letzte Veröffentlichung in Form einer 5-Track-EP, welche von der Band direkt und ohne Label herausgegeben wurde.

## Stil
Nach ihrer ersten Platte Brachialromantik, die sich noch stark an dem Mittelalter-Rock von Bands wie Subway to Sally oder In Extremo orientierte, wurden sie dieser Stilrichtung anfänglich noch zugeschrieben, sehen sich aber bereits seit Jahren als deutschsprachigen Rock Act.
Der Sound der nächsten CD hat sich im Vergleich zum Erstlingswerk stark verändert: Die Streicher wandern ein wenig in den Hintergrund und der Schwerpunkt geht ein wenig hin zu den üblichen Band-Instrumenten, aber auch einige elektronische Spielereien wurden eingebaut. Auch das Verwenden von Rap in einigen Liedern zeigt ihre Loslösung von der Mittelalter-Rock-Szene. Auf der CD findet man mit Love Is a Shield von Camouflage die erste Coverversion der Band.
Mit dem dritten Album Kalter Glanz zeigten sich Letzte Instanz wieder mit neuem Sound: Die Streicherpassagen traten weiter in den Hintergrund. Anleihen beim Folk und Gitarrenriffs, die für den Nu Metal typisch sind, verschmelzen auf dieser Platte. Außerdem holte sich die Band die Unterstützung zweier bekannter Sänger: Marta Jandová von Die Happy und Sven Friedrich von der inzwischen aufgelösten Band Dreadful Shadows und momentaner Frontmann der Bands Zeraphine und Solar Fake unterstützen das Septett bei drei Liedern.
Mit dem Wechsel zum aktuellen Sänger Holly änderte sich der Stil passend zur neuen Stimme ein weiteres Mal; so klang die Band nun weitaus ruhiger. Die Streicher traten wieder hervor, die traditionellen Rockinstrumente in der Hintergrund. Auf dem Akustik-Album Das Weisse Lied dominierten die Streicher bereits fast vollständig.
Die Alben Heilig, das zuvor veröffentlichte Schuldig und das Album Ewig bilden eine Trilogie, die sich im Vergleich zu Das Weisse Lied wieder auf die Rockelemente aus den Zeiten mit dem vorherigen Sänger Sebastian „Robin“ Lohse konzentriert. Da Hollys Stimme der von Robin eher unähnlich ist, bleiben die neuen Alben textlastiger als die älteren.

## Diskografie
Studioalben

| Jahr | Titel Musiklabel                                                       | Höchstplatzierung, Gesamtwochen, AuszeichnungChartplatzierungen (Jahr, Titel, Musiklabel, Platzierungen, Wochen, Auszeichnungen, Anmerkungen) | Höchstplatzierung, Gesamtwochen, AuszeichnungChartplatzierungen (Jahr, Titel, Musiklabel, Platzierungen, Wochen, Auszeichnungen, Anmerkungen) | Höchstplatzierung, Gesamtwochen, AuszeichnungChartplatzierungen (Jahr, Titel, Musiklabel, Platzierungen, Wochen, Auszeichnungen, Anmerkungen) | Anmerkungen                               |
| Jahr | Titel Musiklabel                                                       | DE | AT | CH | Anmerkungen                               |
| ---- | ---------------------------------------------------------------------- | --- | --- | --- | ----------------------------------------- |
| 1996 | Aufstand der Zwerge Eigenvertrieb                                      | — | — | — | Erstveröffentlichung: 1996 als Resistance |
| 1998 | Brachialromantik Costbar                                               | — | — | — | Erstveröffentlichung: 13. Februar 1998    |
| 1999 | Das Spiel … sich im kreise dreht Andromeda/Vielklang Musikproduktionen | — | — | — | Erstveröffentlichung: 27. August 1999     |
| 2001 | Kalter Glanz Andromeda/Vielklang Musikproduktionen                     | — | — | — | Erstveröffentlichung: 5. März 2001        |
| 2003 | Götter auf Abruf Andromeda/Vielklang Musikproduktionen                 | DE81 (1 Wo.)DE | — | — | Erstveröffentlichung: 22. September 2003  |
| 2006 | Ins Licht Drakkar Records/Sony BMG Music Entertainment                 | DE53 (1 Wo.)DE | — | — | Erstveröffentlichung: 3. Februar 2006     |
| 2007 | Wir sind Gold Drakkar Records/Sony BMG Music Entertainment             | DE61 (1 Wo.)DE | — | — | Erstveröffentlichung: 23. März 2007       |
| 2009 | Schuldig Drakkar Records                                               | DE34 (2 Wo.)DE | — | — | Erstveröffentlichung: 27. Februar 2009    |
| 2010 | Heilig Drakkar Records/Dragnet Records, Sony Music Columbia            | DE32 (1 Wo.)DE | — | — | Erstveröffentlichung: 1. Oktober 2010     |
| 2012 | Ewig Drakkar Records/Sony Music                                        | DE11 (2 Wo.)DE | AT28 (1 Wo.)AT | — | Erstveröffentlichung: 31. August 2011     |
| 2014 | Im Auge des Sturms Drakkar Records/Sony Music                          | DE14 (1 Wo.)DE | AT61 (1 Wo.)AT | — | Erstveröffentlichung: 29. August 2014     |
| 2016 | Liebe im Krieg AFM Records/Soulfood                                    | DE4 (2 Wo.)DE | AT44 (1 Wo.)AT | — | Erstveröffentlichung: 12. August 2016     |
| 2018 | Morgenland AFM Records/Soulfood                                        | DE14 (1 Wo.)DE | — | — | Erstveröffentlichung: 16. Februar 2018    |
| 2021 | Ehrenwort AFM Records/Soulfood                                         | DE24 (1 Wo.)DE | — | — | Erstveröffentlichung: 29. Oktober 2021    |